# Lisette Model
Lisette Model, (nata Elise Amelie Felicie Stern) (Vienna, 10 novembre 1901 – New York, 30 marzo 1983), è stata una fotografa austriaca naturalizzata statunitense, conosciuta principalmente per l'umanesimo schietto della sua street photography.

Prolifica fotografa negli anni '40 e membro della cooperativa di New York Photo League, ha pubblicato sul PM Weekly, su Harper's Bazaar e su US Camera prima di iniziare a insegnare nel 1949 attraverso l'intermediario di Ansel Adams. Ha continuato a fotografare e ha insegnato alla New School for Social Research di New York dal 1951 fino alla sua morte nel 1983 con molti studenti illustri, il più famoso dei quali fu Diane Arbus. Il suo lavoro è stato esposto in numerose mostre e risiede ancora in diverse collezioni permanenti, tra cui quella della National Gallery of Canada e del J. Paul Getty Museum.

## Vita e formazione
Nacque nella casa di famiglia, nell'ottavo distretto di Vienna. Suo padre Victor, era un medico italo-austriaco di origine ebraica e legato all'esercito imperiale austro-ungarico, in seguito, alla Croce Rossa Internazionale; sua madre Felicie era francese e cattolica romana, e Model fu battezzata nella fede di sua madre. Aveva un fratello, Salvatór, che era più grande di un anno.  A causa del crescente antisemitismo in Austria e la lotta di suo padre con la sua identità ebraica-austriaco, ha avuto il suo cognome cambiato in Seybert nel febbraio del 1903  , e sei anni più tardi, è nata la sorella più giovane Olga.  Secondo la testimonianza di un'intervista rilasciata da suo fratello maggiore, fu molestata sessualmente dal padre, anche se l'intera portata del suo abuso rimane poco chiara.
Ha avuto un'educazione borghese, è stata educata principalmente da una serie di tutor privati, ottenendo un'ottima conoscenza dell'italiano, del tedesco e del francese. La sua istruzione privata è proseguita anche quando la famiglia ha sofferto di difficoltà finanziarie dopo la prima guerra mondiale . Nonostante la sua educazione privilegiata, ha spesso ricordato la sua infanzia come difficile  . All'età di 19 anni, ha iniziato a studiare musica con il compositore (e padre della sua amica d'infanzia Gertrude ) Arnold Schönberg, ed era familiare ai membri della sua cerchia. "Se mai nella mia vita ho avuto un insegnante e una grande influenza, è stato Schönberg", ha detto. Si sa poco sulla sua educazione artistica, ma il suo legame con Schönberg l'ha esposta alla scena artistica contemporanea e ai principali artisti d'avanguardia come Gustav Klimt .  L'esposizione precoce all'espressionismo fu ciò che forse influenzò il suo interesse nell'osservare le persone e, successivamente, la fotografia.
La Model lasciò Vienna con Olga e Felicie per Parigi dopo che suo padre morì di cancro nel 1924, per studiare canto con il soprano polacco Marya Freund nel 1926. Felicie e Olga si trasferirono a Nizza, ma Lisette rimase a Parigi, il nuovo centro culturale dopo la prima guerra mondiale, per continuare a studiare musica.  Fu durante questo periodo che conobbe il suo futuro marito, il pittore ebreo di origini russe Evsa Model (1901-1976), che sposò nel settembre del 1937 . Nel 1933, rinunciò alla musica e riprese a studiare arte visiva, iniziando a dipingere come studentessa di André Lhote (i cui altri studenti includevano Henri Cartier-Bresson e George Hoyningen-Huene). Dal 1926 al 1933 è stata sottoposta a psicoanalisi per un trauma infantile, ma esattamente si sa poco per quali problemi l'abbia affrontata, oltre a quello in cui si ritiene sia stata molestata da suo padre nella sua infanzia. Questi anni furono definiti il suo periodo solitario, poiché frequentava da sola i caffè e cercava di immergersi in un gruppo sociale radicalmente diverso dalla classe borghese da cui era cresciuta.

## Prime fotografie
La Model acquistò il suo primo ingranditore e la sua fotocamera quando andò in Italia. Inizialmente aveva poca formazione o interesse per la fotografia; fu Olga a insegnarle le basi della tecnica fotografica. La Model era molto interessata al processo della camera oscura e voleva diventarne un tecnico. Ha usato sua sorella come soggetto per iniziare la sua fotografia. La Model sosteneva che ho appena preso una macchina fotografica senza alcun tipo di ambizione di essere buona o cattiva, ma i suoi amici di Vienna e Parigi continuarono dicendo che aveva alti standard per se stessa e un forte desiderio di eccellere in qualunque cosa abbia fatto. Ha anche affermato che l'unica lezione che ha mai avuto in fotografia, oltre a sua sorella, è stata di Roji André, che le disse Non fotografare mai nulla a cui non sei appassionatamente interessata, una citazione che avrebbe rielaborato in seguito e che sarebbe diventata nota durante la sua carriera di insegnante: Spara dall'intestino. André insegnò alla Model come utilizzare la Rolleiflex, migliorando la sua pratica.

La decisione di diventare una fotografa professionista venne da una conversazione alla fine del 1933 o all'inizio del 1934 con un collega viennese emigrato ed ex studente di Schönberg, Hanns Eisler (che era precedentemente fuggito dalla Germania una volta che Hitler salì al potere). La avvertì della necessità di sopravvivere in un periodo di forte tensione politica, spingendola a guadagnarsi da vivere fotografando. Visitando sua madre a Nizza nel 1934, Model prese la sua macchina fotografica sulla Promenade des Anglais e realizzò una serie di ritratti - pubblicati nel 1935 sulla rivista di sinistra Regards - che sono ancora tra le sue immagini più riprodotte ed esibite. Questi ritratti ravvicinati e spesso clandestini della classe privilegiata locale portavano già quello che sarebbe diventato il suo stile distintivo: esposizioni ravvicinate, non sentimentali e non ritoccate di vanità, insicurezza e solitudine. Le composizioni della Model e la vicinanza ai suoi soggetti sono state ottenute allargando e ritagliando i suoi negativi nella camera oscura. Inoltre, il suo uso di un negativo quadrato da 2 pollici e 1/4 e dimensioni di stampa più grandi, erano scelte stilistiche, considerate uniche in un momento in cui una proliferazione di fotografi di strada stava abbracciando quella che veniva chiamata la minicam. Un successivo esame dei suoi negativi da parte degli archivisti rivela che le immagini non ritagliate includono gran parte dell'ambiente fisico dei soggetti. Le modifiche del modello nella camera oscura eliminano tali distrazioni, aumentando la concentrazione sulla persona ed escludendo informazioni di base estranee.  Dopo la pubblicazione delle immagini della Promenade des Anglais o della serie Riviera, Model ha ripreso la sua pratica di street photography a Parigi, questa volta concentrandosi sui poveri.

## Lavori successivi e controversie
Né Evsa né Lisette erano in possesso della cittadinanza francese ed erano ben consapevoli della tensione politica in Europa, quindi emigrarono a Manhattan nel 1938 . La loro prima dimora fu l'Art déco Master Apartments, ma presto divenne troppo costoso e si trasferirono più volte, nei loro primi anni, a New York. La coppia, in particolare Evsa, era nota per essere molto socievole, frequentava i caffè e soprattutto i luoghi con artisti che Lisette amava fotografare.
La Model sosteneva di non aver scattato alcuna fotografia nei primi 18 mesi vissuti a New York, ma una busta datata 1939 conteneva molti negativi di Battery Park, Wall Street, Delancey Street e Lower East Side che raffigurava persone comuni del popolo americano Divenne rapidamente una fotografa di spicco e nel 1941 pubblicò i suoi lavori su Cue, PM's Weekly e US Camera. Fu affascinata dall'energia di New York, che espresse attraverso le sue serie separate Reflections e Running Legs. Interessata al consumismo americano e ad una cultura molto diversa dalla sua, la Model iniziò a fotografare realizzando Reflections, una serie che esplorava le immagini prodotte e i prodotti/consumatori nei riflessi delle finestre. È stata riconosciuta per la sua radicale deviazione dal punto di vista tradizionale e la preoccupazione per le nozioni di glamour e anti-glamour. Questa serie insieme al suo lavoro Running Legs attirò l'attenzione degli editori Carmel Snow e Alexey Brodovitch di Harper's Bazaar, una rivista per la quale continuò a lavorare dal 1941 al 1955. Uno dei suoi primi incarichi fu quello di fotografare Coney Island, in cui prese forma una delle sue opere più riconosciute come Coney Island Bather. La sua visione era di grande interesse per i redattori di Harper Bazaar, ma negli anni '50 il suo coinvolgimento si ridusse drasticamente e pubblicò solo due incarichi: A Note on Blindness e Pagan Rome.

Nel 1944, lei ed Evsa furono naturalizzati cittadini statunitensi. Le lettere datate nello stesso anno hanno rivelato che la famiglia di Model stava lottando finanziariamente in Europa e che sua madre era morta di cancro il 21 ottobre.

Model alla fine divenne un importante membro del New York Photo League e studiò con Sid Grossman. Nonostante lo sforzo della Photo League di sostenere che si trattasse di un'organizzazione culturale e fotografica, la pressione politica ne decretò la fine nel 1951.  Durante la sua esistenza, la Model è stata un membro attivo della Photo League e fu giudice nelle competizioni di stampa associativa. Nel 1941, la League ospitò la sua prima mostra personale. Dal 1941 al 1953, è stata fotografa indipendente e ha contribuito a numerose pubblicazioni tra cui Harper's Bazaar, Look e Ladies 'Home Journal.

Il coinvolgimento della Model con la New York Photo League divenne, per lei, la causa di molte lotte durante l'era McCarthy degli anni '50, quando l'organizzazione fu sottoposta al controllo della Commissione per le attività antiamericane per sospetti collegamenti con il Partito Comunista. Sebbene la League non fosse ufficialmente un'organizzazione politica, molti dei suoi membri usavano la fotografia come mezzo per la consapevolezza e il cambiamento sociale, ma la stessa Model non si identificava come fotografo politico o documentarista. La League fu infine classificata come organizzazione comunista dall'FBI, che interrogò personalmente la Model nel 1954 e tentò di reclutarla come informatrice. Rifiutò di collaborare con l'Ufficio di presidenza, ed il suo nome fu inserito nella lista di controllo della sicurezza nazionale. Poiché molti clienti erano riluttanti ad assumere qualcuno che era sospettato dall'FBI, la Model incontrò molte difficoltà a trovare opportunità di lavoro, la qual cosa fece in modo di orientarla verso l'insegnamento.

## Insegnamento e Guggenheim Fellowship
La Model intraprese una prolifica carriera di insegnante nella seconda metà della sua vita, sia a livello istituzionale che privato. Nel 1946 visitò la California per la prima volta e divenne buona amica con i membri del Dipartimento di Fotografia del CSFA, istituito da Ansel Adams nel 1946. Mentre erano nell'ovest, il loro padrone di casa li sfrattò illegalmente dal loro appartamento di Grove Street a New York. Le ragioni erano sconosciute, ma quando i Model tornarono a New York, i loro amici si erano presi cura delle loro cose.

Nel 1949, insegnò fotografia al San Francisco Institute Fine Arts. Le sue ragioni per partire per la California per insegnare erano in parte per motivi economici e per la sua amicizia con Ansel Adams, che le offrì un invito informale per un posto di insegnante. Rimase da agosto fino almeno a novembre di quell'anno come Istruttore speciale di fotografia documentaria presso il Dipartimento di Fotografia. In quel periodo non produsse grandi lavori, probabilmente a causa della sua incapacità di ricevere la Guggenheim Fellowship l'anno precedente.

Nella primavera del 1951, la Model fu invitata a insegnare alla New School for Social Research di New York, dove anche la sua amica di lunga data Berenice Abbott insegnava fotografia. La New School aveva un approccio liberale e umanistico all'istruzione e un alto numero di rifugiati europei nel personale. Conosciuta per il suo modo diretto di rivolgersi ai suoi studenti e per lo stile di insegnamento non ortodosso, Model si rese conto di avere un talento per l'insegnamento. I suoi quaderni di insegnamento fanno spesso riferimento all'utilizzo dell'arte per bambini come esempio per dimostrare che l'arte era un'esplorazione del mondo e non una replica di ciò che era già in atto. Si concentrò fortemente sulla sfida dei suoi studenti a lottare per l'esperienza soggettiva e per la massima creatività, a volte ispirando gli studenti, ma alienando gli altri. Non tollerava sforzi minimi ed era spietatamente critica nei confronti dei lavori degli studenti privi di passione.

Impartì lezioni private con Evsa nel loro appartamento. La pupilla più famosa della Model fu Diane Arbus, che studiò sotto di lei nel 1957, e Arbus dovette gran parte della sua prima tecnica alla Model. Il marito di Arbus, Allan, è stato citato in realtà attribuendo il suo sviluppo come artista a Model: Quella era Lisette. Tre sessioni e Diane era una fotografa. Anche Larry Fink, John Gossage, Charles Pratt, Eva Rubinstein e Rosalind Solomon erano studenti di Model. Per vent'anni insegnò il programma con poche variazioni e seguì regolarmente gli stessi principi. Continuò a insegnare a New York anche dopo la scomparsa di suo marito Evsa nel 1976, sia presso la New School che presso l'International Center of Photography. Nel 1981 le fu conferito il dottorato onorario in Belle Arti dalla New School. Nel 1964, Model fece nuovamente domanda per la Guggenheim Fellowship e nel 1965 le furono assegnati 5.000 $ per un periodo di un anno. Nel 1966 andò a Los Angeles e Las Vegas, con l'intenzione di fotografare l'anti-glamour della cultura americana. Inoltre andò a fotografare in Italia, ma a causa di problemi di salute tornò a New York prima del previsto, dove le fu diagnosticato e curato con successo un carcinoma uterino.

## Ultimi anni
Negli anni '70, Model fu colpita da reumatismi alle mani, ma continuò a insegnare e fotografare diligentemente. Il primo libro di fotografie di Model fu pubblicato nel 1979 da Aperture e includeva una prefazione di Berenice Abbott. Marvin Israel disegnò il libro. Cinquantadue fotografie realizzate tra il 1937 e il 1970 furono riprodotte su una scala sufficientemente ampia da corrispondere alla sua dimensione preferita di 16 x 20 pollici.

All'inizio del 1970 fece domanda per la Ingram Merrill Foundation e ricevette 2.500 $, nel marzo del 1973 ricevette un premio per il programma di servizio pubblico di artisti creativi per 2.500 $. Nella seconda metà della sua carriera, il lavoro di Model subì un brusco calo nella produzione di stampe. Non aveva smesso di fotografare; aveva semplicemente smesso di stamparle. Proprio come alcuni dei dettagli più sfocati della sua biografia, la ragione di questo cambiamento non è stata identificata in modo definitivo. La speculazione punta verso il declino della salute e dell'autoefficacia, una maggiore energia diretta all'insegnamento e una situazione finanziaria precaria come alcune delle cause primarie. Tuttavia, la Model continuò a sparare e insegnare fino alla sua morte. Fu particolarmente ispirata a fotografare lontano da casa, come le sue fotografie di studenti a Berkeley nel 1973, Lucerna nel 1977, Venezia nel 1979 e così via. Nel 1979 Lisette Model partecipò a " Venezia 79 La Fotografia", rassegna patrocinata dall'Unesco e dall'International Center of Photography di NY con un corso sulla fotografia degli sconosciuti. È persino tornata a Nizza, in Francia, per la prima volta dopo quasi trent'anni. Tuttavia, non ha trovò la stessa ispirazione che aveva una volta quando fotografò la sua prima serie influente Promenade des Anglais.

Nel gennaio del 1976, Evsa subì un infarto, che gli richiedeva di essere costantemente curato e monitorato. La sua salute continuò a peggiorare fino alla sua morte, avvenuta nello stesso anno. La sua morte colpì profondamente Lisette, che continuò a vivere nel loro appartamento nel seminterrato che avevano condiviso per molti anni.

Anche nelle sue ore al crepuscolo, il suo lavoro fu esposto in Germania, Giappone e Paesi Bassi, solo per citarne alcuni, e nel 1982 ricevette la medaglia della città di Parigi. Il 4 marzo diede la sua ultima conferenza alla Haverford College e morì al New York Hospital il 30 Marzo 1983 per problemi cardiaci e respiratori.

I beni di Lisette Model sono passati alla Bruce Silverstein Gallery di New York. Questa proprietà è stata responsabile del rilascio di una grande quantità di informazioni private della Model dopo la sua morte, tra cui 25.000 negativi (molte centinaia non stampati), lettere personali, conferenze, ritagli di stampa e molte altre fonti. Il rilascio di queste informazioni compensava la precedente carenza di dettagli precisi sulla vita di Model, che potevano essere parzialmente attribuiti alla sua diffidenza per le pubblicazioni scritte. Ha rifiutato il rilascio di interviste e presumibilmente ha persino sabotato un manoscritto su di lei da parte di Phillip Lopate. Si sospetta che possa aver confuso la verità sul suo passato più di una volta, e la sua reticenza era dovuta alla paura di rivelare questa disinformazione e di non rivelare la sua storia personale. Indipendentemente da ciò, ora c'è una ricchezza di conoscenze da trovare, grazie alla meticolosa conservazione della sua proprietà.

## Premi
- Guggenheim Fellowship, 1965
- American Association of Magazine Photographers Honorary Membership, 1968
- Premio del programma di servizio pubblico di artisti creativi, 1973
- Dottorato onorario di belle arti della nuova scuola di ricerca sociale, 1981
- Medaglia della città di Parigi, 1982

## Mostre e collezioni
1. 1940 "Sixty Photographs: A Survey of Camera Esthetics" - Museum of Modern Art, New York, NY
2. 1941 "Lisette Model" - Photo League, New York, NY
3. 1943 "Action Photography" - Museum of Modern Art, New York, NY, "Photographs by Lisette Model" - Art Institute of Chicago
4. 1944 "New Yorkers" - Museum of Modern Art, New York, NY, "Art in Progress" - Museum of Modern Art, New York, NY
5. 1946 "The Museum Collection of Photography" - Museum of Modern Art, New York, NY
6. 1948 "A Survey of Today's Photography" - Museum of Modern Art, New York, NY, "Fifty Photographs by Fifty Photographers" - Museum of Modern Art, New York, NY
7. 1949 "Leading Photographers: Lisette Model" - Museum of Modern Art, New York, NY
8. 1951 "Dodici fotografi" - Museum of Modern Art, New York, NY
9. 1953 "Contemporary American Photography" - Museum of Modern Art, New York, NY
10. 1954 "Great Photographers" - Limelight Gallery, New York, NY
11. 1955 "The Family of Man" - Museum of Modern Art, New York, NY
12. 1957 "70 fotografi guardano New York" - Museum of Modern Art, New York, NY
13. 1958 "Photographs from the Museum Collection" - Museum of Modern Art, New York, NY
14. 1960 "A Bid for Space" - Museum of Modern Art, New York, NY
15. 1963 "A Bid for Space" - Museum of Modern Art, New York, NY
16. 1965 "Invitational Exhibition, 10 American Photographers" - Università del Wisconsin, Milwaukee
17. 1967 "Fotografia nel XX secolo" - National Gallery of Canada, Ottawa, Canada
18. 1969 "La macchina fotografica e la facciata umana" - Smithsonian Institution, Washington DC
19. 1970 "The People Yes" - Floating Foundation of Photography, New York, NY
20. 1972 "Brodovitch and His Influence" - Philadelphia College of Art, Filadelfia, Pennsylvania
21. 1973 "Threads and No Threads" - Floating Foundation of Photography, New York, NY
22. 1974 "American Masters" - Smithsonian Institution, Washington DC
23. 1975 "Women of Photography: An Historical Survey" - Museo d'arte moderna di San Francisco, San Francisco, CA.
24. 1976 "Il fotografo e l'artista" - Sidney Janis Gallery, New York, NY, "Lisette Model Photographs" - Sander Gallery, Washington DC
25. 1977 "New York: la città e il suo popolo" - A and A Gallery, Yale, New Haven, CN, "Apparizioni" - Marlborough Gallery, New York, NY, "Spettacolo di tre donne: Diane Arbus, Lisette Model, Rosalind Solomon "- Galerie Zabriskie, Parigi, Francia," Fotografie dalla collezione del Centro di fotografia creativa "- Center for Creative Photography, Carmel, CA," Fotografie dalla collezione # 1: America "- Philadelphia Museum of Art, Filadelfia, Pennsylvania
26. 1978 "New Standpoints: Photography 1940–1955" - Museum of Modern Art, New York, NY, "Crocevia fotografica: The Photo League" - National Gallery of Canada, Ottawa, Canada, "The Quality of Presence" - Lunn Gallery, Washington DC, "How Photography Clicked" - Floating Foundation of Photography, New York, NY
27. 1978, Rencontres de la photographie, Arles, Francia
28. 1979 Monografia pubblicata da Aperture, "Lisette Model: Photographs" - Vision Gallery, Boston, MA, "August Sander, Lisette Model" - Biblioteca pubblica di Port Washington, Port Washington, NY
29. 1980 Watari Gallery, Tokyo, Giappone, Photographers Gallery, South Yarra, Australia, Ikona Gallery, Venezia, Italia, "L'occhio magico: definizioni della fotografia" - National Gallery of Canada, Ottawa, Canada
30. 1981, PPS Gallery, Amburgo, Germania, "Carl Siembab: A Photographic Patron" - Institute of Contemporary Art, Boston, MA, "Photography of the Fifties: An American Perspective" - Center for Creative Photography, Carmel, CA, "Lisette Model "- Galerie Viviane Esders, Parigi, Francia," Lisette Model: A Retrospective "- New Orleans Museum of Art, New Orleans, LA
31. 1982 "Lisette Model" - Berner-Photo Galerie, Berna, Svizzera, "Lisette Model, A Retrospective" - Museum Folkwang, Essen, Germania
32. 1983 "Weegee, Lisette Model, Diane Arbus" - Comfort Gallery, Haverford, PA, "Lisette Model: A Celebration of Genius" - Parsons Exhibition Center, New York, NY, "Lisette Model" - Sander Gallery, New York, NY
33. 1984 "Lisette Model / Evsa Model" - Ikona Gallery, Venezia, Italia, "Lisette Model" - Jane Corkin Gallery, Toronto, Canada
34. 1985 "The New York School Photographs: Part One" - Corcoran Gallery of Art, Washington DC, "The New York School Photographs: Part Two" - Corcoran Gallery of Art, Washington DC, "Masters of the Street II" - Museum of Photographic Arts, San Diego, California
35. 1987 "Vintage Women" - Photocollect, New York, NY
36. 1988 "Lisette Model: Vintage Photographs" - German Van Eck Gallery, New York, NY
37. 1989 "Notate Women Photographers of the 20s and 30s" - Jan Kesner Gallery, Los Angeles, CA, "New York: Photography Between the Wars" - Metropolitan Museum of Art, New York, NY
38. 1990 "Lisette Model" - National Gallery of Canada, Ottawa, Canada
39. 1991 "Lisette Model" - Museo d'arte moderna di San Francisco, San Francisco, CA.
40. 1991 "Lisette Model" - International Center of Photography, New York, NY
41. 1991 "Lisette Model: Daring to See" - The J. Paul Getty Museum, Malibu, CA.
42. 1992 "Lisette Model: Photographien, 1933–1983" - Museo Ludwig, Colonia, Germania
43. 1997 "Lisette Model: selezioni dalla collezione del Centro Internazionale di Fotografia" - Paine Webber Art Gallery, New York, NY
44. 2000 "Lisette Model" - Kunsthalle Wien, Vienna, Austria
45. 2001 "Lisette Model" - Fotomuseum Winterthur, Zurigo, Svizzera
46. 2002 "Modello Lisette" - Galleria Baudoin Lebon, Parigi, Francia, "Modello Lisette" - L'Espace 14–16 Verneuil, Parigi, Francia
47. 2003 "Lisette Model" - Maurice Keitelman, Parigi, Francia "Una visione chiara: opere fotografiche della collezione FC Gundlach" - International House of Photography, Amburgo, Germania
48. 2006 "Le strade di New York: fotografie americane dalla collezione, 1938-1958" - National Gallery of Art, Washington DC
49. 2007 "Lisette Model and Her Successors" - Aperture Gallery, New York, NY
50. 2008 "Lisette Model & Her Successors" - Galleria Carla Sozzani, Milano, Italia
51. 2010 "Lisette Model" - La Galerie nationale du Jeu de Paume, Parigi, Francia

### Collezioni permanenti
- Academy Art Museum, Easton, MD
- Albertina, Vienna, Austria
- The Center for Creative Photography, Tucson, AZ
- Centre Pompidou, Parigi, Francia
- Cleveland Museum of Art, Cleveland, OH
- George Eastman House, Rochester, New York
- Getty Museum, Los Angeles, CA.
- The Jewish Museum, New York, NY
- Kemper Museum of Contemporary Art, Kansas City, MO
- Museo d'arte della contea di Los Angeles, Los Angeles, CA.
- Metropolitan Museum of Art, New York, NY
- Milwaukee Art Museum, Milwaukee, WI
- Museum of Modern Art, New York, NY
- The Museum of Photographic Arts, San Diego, CA.
- La National Gallery of Australia, Canberra, Australia
- La National Gallery of Canada, Ottawa, Canada
- de Saisset Museum, Santa Clara, CA.
- Museo di arte moderna di San Francisco, San Francisco, CA.
- Smithsonian American Art Museum, Washington DC
- Spencer Museum of Art, Lawrence KS
- Whitney Museum of American Art, New York, NY

## Pubblicazioni
- "Lisette Model: fotografie di Lisette Model", prefazione di Berenice Abbott, pubblicata nel 1979 dalla Aperture Foundation e ristampata nel 2008 per il venticinquesimo anniversario della morte di Model.
- "Lisette Model" di Ann Thomas, pubblicato nel 1990 dalla National Gallery of Canada per accompagnare una mostra retrospettiva completa delle opere di Model.